# Jarmolynecký rajón
Jarmolynecký rajón (ukrajinsky Ярмолинецький район) byl rajón v Chmelnycké oblasti na Ukrajině. Hlavním městem byl Jarmolynci a rajón měl přibližně 28 tisíc obyvatel. 

## Sídla v rajónu
- Jarmolynci